# 彭盛
彭盛（1912年—1999年），中国人民解放军将领、中国人民解放军开国少将。
曾任中国人民志愿军后方办事处主任。1955年，授予中国人民解放军少将。